# Michael van der Mark
Michael van der Mark (Gouda, Países Bajos, 26 de octubre de 1992) es un piloto neerlandés de motociclismo, que corre actualmente en el Campeonato Mundial de Superbikes con el equipo ROKIT BMW Motorrad WorldSBK Team.

## Trayectoria
De familia motera ya que su padre Henk también fue piloto profesional, se proclamó campeón en 2012 del Campeonato Europeo de Superstock 600. En 2013 y 2014 ganó las 8 Horas de  Suzuka con Takumi Takahashi y Leon Haslam en el Campeonato Mundial de Motociclismo de Resistencia en una Honda CBR1000RRW. En 2014 ganó con el PATA Honda el Campeonato Mundial de Supersport.
Con el título conseguido en el Campeonato Mundial de Supersport, van der Mark pasó al Campeonato Mundial de Superbikes en 2015, permaneciendo en el equipo Pata Honda utilizando una Honda CBR1000RR SP. Su compañero de equipo fue el francés Sylvain Guintoli. En su temporada debut, el piloto neerlandés logró conseguir un podio doble en su gran premio de casa en Assen, su tercer último podio de la temporada se dio en la carrera 1 de Jerez, terminó la temporada en el séptimo lugar en la clasificación de pilotos con 194 puntos.
En 2016 permaneció en el equipo, ahora renombrado como el Honda World Superbike Team, utilizando la misma motocicleta. Su compañero de equipo para esta temporada fue el norteamericano Nicky Hayden. En la ronda de Tailandia, van der Mark consiguió su primera superpole en el Campeonato Mundial de Superbikes. Esta temporada tiene seis podios y el cuarto lugar en la clasificación de pilotos con 267 puntos obtenidos.
En 2017 cambió de equipo y motocicleta, fichó por el equipo Pata Yamaha Official WorldSBK Team y pasó a usar la Yamaha YZF-R1, su compañero de equipo fue el británico Alex Lowes. En su primera temporada con la Yamaha le costó llegar al podio, tuvo mucha regularidad terminando entre los diez primeros pero sin poder llegar al podio hasta el último tercio del campeonato, en la carrera 2 de Portugal consiguió su primer podio con Yamaha al terminar segundo, y en la ronda siguiente en Francia, consiguió su segundo y último podio de la temporada al terminar tercero en la carrera 2 celebrada en Magny-Cours. Terminó su primera temporada con Yamaha en el sexto lugar con 223 puntos. En esta temporada, corrió el Gran Premio de Malasia y el Gran Premio de la Comunidad Valenciana de MotoGP con la Yamaha YZR-M1 del equipo Monster Yamaha Tech 3 reemplazando a un convaleciente Jonas Folger; no pudo conseguir puntos en ninguna de las dos carreras.
En 2018 tanto van der Mark como Lowes renovaron con el Pata Yamaha Official WorldSBK Team. En la ronda de Gran Bretaña celebrada en Donington, consiguió sus dos primeras victorias en el Campeonato Mundial de Superbikes. Con la victoria en la carrera 1 de Donington se convirtió en el primer piloto neerlandés en ganar una carrera del Campeonato Mundial de Superbikes. Además de las dos victorias, van der Mark consiguió ocho podios, destacándose el podio doble conseguido en su carrera de casa en Assen. Terminó la temporada en tercer lugar en la clasificación de pilotos.
En 2019, van der Mark y Lowes renovaron contrato haciendo dupla por tercera temporada consecutiva. En la temporada consiguió una victoria en la ronda de España en Jerez. Consiguió otros siete podios en la temporada, en su carrera de casa en los Países Bajos, logró subir al podio en las dos carreras disputadas en Assen. Se vio obligado a abandonar la ronda de Misano debido a una caída sucedida al final de la práctica libre 2 que resultó en una conmoción cerebral, además de fracturas de algunas costillas y fractura de su muñeca derecha. Terminó la temporada en cuarto lugar en la clasificación de pilotos detrás de su compañero Alex Lowes con 327 puntos.
En 2020, van der Mark disputa su cuarta temporada consecutiva con el Pata Yamaha WorldSBK Official Team, su nuevo compañero de equipo es el turco Toprak Razgatlıoğlu.

## Resultados

### Campeonato del Mundo de Motociclismo

#### Por temporada
| Temp. | Cat.   | Moto      | Equipo                  | Carreras | Victorias | Podios | Poles | V.Ráp. | Pts. | Pos. |
| ----- | ------ | --------- | ----------------------- | -------- | --------- | ------ | ----- | ------ | ---- | ---- |
| 2008  | 125cc  | Honda     | Dutch Racing Team       | 1        | 0         | 0      | 0     | 0      | 0    | NC   |
| 2009  | 125cc  | Honda     | Dutch Racing Team       | 1        | 0         | 0      | 0     | 0      | 0    | NC   |
| 2010  | 125cc  | Aprilia   | Team Sachsenring        | 7        | 0         | 0      | 0     | 0      | 0    | NC   |
| 2010  | 125cc  | Lambretta | Lambretta Reparto Corse | 7        | 0         | 0      | 0     | 0      | 0    | NC   |
| 2011  | Moto2  | Ten Kate  | EAB Racing              | 1        | 0         | 0      | 0     | 0      | 0    | NC   |
| 2017  | MotoGP | Yamaha    | Monster Yamaha Tech 3   | 2        | 0         | 0      | 0     | 0      | 0    | NC   |
| Total |        |           |                         | 12       | 0         | 0      | 0     | 0      | 0    |      |

- * Temporada en curso

#### Carreras por año
(Carreras en negrita indica pole position, carreras en cursiva indica vuelta rápida)
| Año  | Cat.   | Moto      | 1   | 2       | 3      | 4      | 5      | 6      | 7      | 8       | 9      | 10  | 11  | 12  | 13  | 14  | 15  | 16  | 17     | 18     | Pos. | Pts. |
| ---- | ------ | --------- | --- | ------- | ------ | ------ | ------ | ------ | ------ | ------- | ------ | --- | --- | --- | --- | --- | --- | --- | ------ | ------ | ---- | ---- |
| 2008 | 125cc  | Honda     | QAT | SPA     | POR    | CHN    | FRA    | ITA    | CAT    | GBR     | NED 26 | GER | CZE | RSM | IND | JPN | AUS | MAL | VAL    |        | NC   | 0    |
| 2009 | 125cc  | Honda     | QAT | JPN     | SPA    | FRA    | ITA    | CAT    | NED 18 | GER     | GBR    | CZE | IND | RSM | POR | AUS | MAL | VAL |        |        | NC   | 0    |
| 2010 | 125cc  | Aprilia   | QAT | SPA Ret |        |        |        |        |        |         |        |     |     |     |     |     |     |     |        |        | NC   | 0    |
| 2010 | 125cc  | Lambretta |     |         | FRA 22 | ITA 22 | GBR 22 | NED 21 | CAT 20 | GER Ret | CZE    | IND | RSM | ARA | JPN | MAL | AUS | POR | VAL    |        | NC   | 0    |
| 2011 | Moto2  | Ten Kate  | QAT | SPA     | POR    | FRA    | CAT    | GBR    | NED 22 | ITA     | GER    | CZE | IND | RSM | ARA | JPN | AUS | MAL | VAL    |        | NC   | 0    |
| 2017 | MotoGP | Yamaha    | QAT | ARG     | AME    | SPA    | FRA    | ITA    | CAT    | NED     | GER    | CZE | AUT | GBR | RSM | ARA | JPN | AUS | MAL 16 | VAL 17 | NC   | 0    |

### Campeonato Mundial de Supersport

#### Por temporada
| Temp. | Moto           | Equipo                      | Carreras | Victorias | Podios | Poles | V.Ráp. | Pts. | Pos. |
| ----- | -------------- | --------------------------- | -------- | --------- | ------ | ----- | ------ | ---- | ---- |
| 2012  | Honda CBR600RR | Ten Kate Racing Products    | 0        | 0         | 0      | 0     | 0      | 0    | NC   |
| 2013  | Honda CBR600RR | Pata Honda World Supersport | 11       | 0         | 3      | 0     | 0      | 130  | 4.º  |
| 2014  | Honda CBR600RR | Pata Honda World Supersport | 11       | 6         | 10     | 2     | 3      | 230  | 1.º  |
| Total |                |                             | 22       | 6         | 13     | 2     | 3      | 360  |      |

#### Carreras por año
(Carreras en negrita indica pole position, carreras en cursiva indica vuelta rápida)
| Año  | Moto  | 1       | 2     | 3     | 4       | 5      | 6     | 7     | 8     | 9     | 10      | 11    | 12    | 13    | Pos. | Pts. |
| ---- | ----- | ------- | ----- | ----- | ------- | ------ | ----- | ----- | ----- | ----- | ------- | ----- | ----- | ----- | ---- | ---- |
| 2012 | Honda | AUS     | ITA   | NED   | ITA     | EUR    | SMR   | SPA   | CZE   | GBR   | RUS DNS | GER   | POR   | FRA   | NC   | 0    |
| 2013 | Honda | AUS 3   | SPA 2 | NED 4 | ITA DNS | GBR 20 | POR 4 | ITA 5 | RUS C | GBR 9 | GER 5   | TUR 3 | FRA 6 | SPA 4 | 4.º  | 130  |
| 2014 | Honda | AUS Ret | SPA 2 | NED 1 | ITA 2   | GBR 1  | MAL 1 | ITA 2 | POR 1 | SPA 1 | FRA 2   | QAT 1 |       |       | 1.º  | 230  |

### Campeonato Mundial de Superbikes

#### Por temporada
| Temp. | Motocicleta        | Equipo                             | Carreras | Victorias | Podios | Poles | V.Rap. | Pts. | Pos.  |
| ----- | ------------------ | ---------------------------------- | -------- | --------- | ------ | ----- | ------ | ---- | ----- |
| 2015  | Honda CBR1000RR SP | Pata Honda World Superbike Team    | 26       | 0         | 3      | 0     | 0      | 194  | 7.º   |
| 2016  | Honda CBR1000RR SP | Honda World Superbike Team         | 26       | 0         | 6      | 1     | 0      | 267  | 4.º   |
| 2017  | Yamaha YZF-R1      | Pata Yamaha Official WorldSBK Team | 25       | 0         | 2      | 0     | 1      | 223  | 6.º   |
| 2018  | Yamaha YZF-R1      | Pata Yamaha Official WorldSBK Team | 25       | 2         | 10     | 0     | 1      | 333  | 3.º   |
| 2019  | Yamaha YZF-R1      | Pata Yamaha WorldSBK Team          | 34       | 1         | 8      | 0     | 0      | 327  | 4.º   |
| 2020  | Yamaha YZF-R1      | Pata Yamaha WorldSBK Team          | 24       | 1         | 8      | 0     | 1      | 223  | 5.º   |
| 2021  | BMW M1000RR        | BMW Motorrad WorldSBK Team         | 37       | 1         | 3      | 0     | 2      | 262  | 6.º   |
| 2022  | BMW M1000RR        | BMW Motorrad WorldSBK Team         | 21       | 0         | 0      | 0     | 0      | 46   | 15.º  |
| 2023  | BMW M1000RR        | ROKIT BMW Motorrad WorldSBK Team   | 24       | 0         | 0      | 0     | 0      | 54   | 17.º  |
| 2024  | BMW M1000RR        | ROKIT BMW Motorrad WorldSBK Team   | 36       | 1         | 2      | 0     | 1      | 245  | 6.º   |
| 2025  | BMW M1000RR        | ROKIT BMW Motorrad WorldSBK Team   | 9        | 0         | 0      | 0     | 0      | 38*  | 10.º* |
| Total |                    |                                    | 288      | 6         | 42     | 1     | 6      | 2212 |       |

- * Temporada en curso.

#### Carreras por año
(Carreras en negrita indica pole position, carreras en cursiva indica vuelta rápida)
| Año  | Marca  | 1     | 1       | 2       | 2       | 3       | 3     | 4       | 4     | 5     | 5       | 6       | 6       | 7       | 7     | 8      | 8      | 9      | 9      | 10      | 10    | 11    | 11     | 12    | 12    | 13      | 13     | Pos. | Pts. |
| Año  | Marca  | R1    | R2      | R1      | R2      | R1      | R2    | R1      | R2    | R1    | R2      | R1      | R2      | R1      | R2    | R1     | R2     | R1     | R2     | R1      | R2    | R1    | R2     | R1    | R2    | R1      | R2     | Pos. | Pts. |
| ---- | ------ | ----- | ------- | ------- | ------- | ------- | ----- | ------- | ----- | ----- | ------- | ------- | ------- | ------- | ----- | ------ | ------ | ------ | ------ | ------- | ----- | ----- | ------ | ----- | ----- | ------- | ------ | ---- | ---- |
| 2015 | Honda  | AUS 5 | AUS Ret | THA Ret | THA 7   | SPA Ret | SPA 8 | NED 3   | NED 3 | ITA 9 | ITA Ret | GBR DSQ | GBR Ret | POR 9   | POR 5 | ITA 10 | ITA 10 | USA 8  | USA 7  | MAL Ret | MAL 5 | SPA 3 | SPA 13 | FRA 4 | FRA 4 | QAT 5   | QAT 4  | 7.º  | 194  |
| 2016 | Honda  | AUS 3 | AUS 2   | THA 3   | THA 4   | SPA Ret | SPA 7 | NED Ret | NED 3 | ITA 7 | ITA 9   | MAL 7   | MAL 6   | GBR 8   | GBR 8 | ITA 3  | ITA 10 | USA 4  | USA 7  | GER 6   | GER 8 | FRA 2 | FRA 5  | SPA 5 | SPA 6 | QAT 9   | QAT 11 | 4.º  | 267  |
| 2017 | Yamaha | AUS 9 | AUS 7   | THA 5   | THA Ret | SPA 5   | SPA 5 | NED Ret | NED 4 | ITA 7 | ITA 9   | GBR 5   | GBR 4   | ITA Ret | ITA 4 | USA 8  | USA 10 | GER 15 | GER 11 | POR 5   | POR 2 | FRA 9 | FRA 3  | SPA 5 | SPA 6 | QAT Ret | QAT 4  | 6.º  | 223  |
| 2018 | Yamaha | AUS 9 | AUS 7   | THA 7   | THA 2   | SPA 5   | SPA 5 | NED 2   | NED 3 | ITA 6 | ITA Ret | GBR 1   | GBR 1   | CZE 4   | CZE 2 | USA 8  | USA 5  | ITA 4  | ITA 2  | POR 3   | POR 2 | FRA 7 | FRA 3  | ARG 8 | ARG 9 | QAT 7   | QAT C  | 3.º  | 333  |

| Año  | Marca  | 1       | 1      | 1      | 2       | 2      | 2       | 3      | 3       | 3       | 4     | 4      | 4       | 5     | 5       | 5      | 6       | 6      | 6     | 7       | 7       | 7       | 8       | 8       | 8      | 9      | 9       | 9       | 10     | 10     | 10     | 11      | 11     | 11     | 12      | 12     | 12     | 13    | 13    | 13    | Pos.  | Pts. |
| Año  | Marca  | R1      | CS     | R2     | R1      | CS     | R2      | R1     | CS      | R2      | R1    | CS     | R2      | R1    | CS      | R2     | R1      | CS     | R2    | R1      | CS      | R2      | R1      | CS      | R2     | R1     | CS      | R2      | R1     | CS     | R2     | R1      | CS     | R2     | R1      | CS     | R2     | R1    | CS    | R2    | Pos.  | Pts. |
| ---- | ------ | ------- | ------ | ------ | ------- | ------ | ------- | ------ | ------- | ------- | ----- | ------ | ------- | ----- | ------- | ------ | ------- | ------ | ----- | ------- | ------- | ------- | ------- | ------- | ------ | ------ | ------- | ------- | ------ | ------ | ------ | ------- | ------ | ------ | ------- | ------ | ------ | ----- | ----- | ----- | ----- | ---- |
| 2019 | Yamaha | AUS 5   | AUS 5  | AUS 4  | THA 4   | THA 4  | THA 4   | SPA 6  | SPA 15  | SPA 8   | NED 3 | NED C  | NED 2   | ITA 4 | ITA 4   | ITA c  | SPA 2   | SPA 2  | SPA 1 | ITA DNS | ITA DNS | ITA DNS | GBR 8   | GBR 8   | GBR 8  | USA 7  | USA 10  | USA Ret | POR 3  | POR 6  | POR 7  | FRA 13  | FRA 3  | FRA 2  | ARG 4   | ARG 6  | ARG 4  | QAT 6 | QAT 6 | QAT 7 | 4.º   | 327  |
| 2020 | Yamaha | AUS 4   | AUS 5  | AUS 4  | SPA Ret | SPA 3  | SPA 7   | POR 3  | POR 7   | POR 3   | SPA 5 | SPA 3  | SPA 6   | SPA 4 | SPA 10  | SPA 6  | SPA 4   | SPA 1  | SPA 2 | FRA 9   | FRA 3   | FRA 5   | POR Ret | POR 3   | POR 4  |        |         |         |        |        |        |         |        |        |         |        |        |       |       |       | 5.º   | 223  |
| 2021 | BMW    | SPA 11  | SPA 5  | SPA 5  | POR 7   | POR 13 | POR 6   | ITA 10 | ITA Ret | ITA 10  | GBR 5 | GBR 3  | GBR 5   | NED 4 | NED Ret | NED 6  | CZE Ret | CZE 11 | CZE 7 | SPA 7   | SPA 8   | SPA 9   | FRA 5   | FRA 6   | FRA 8  | SPA 5  | SPA Ret | SPA 9   | SPA 7  | SPA C  | SPA 8  | POR Ret | POR 1  | POR 6  | ARG 6   | ARG 5  | ARG 6  | INA 6 | INA C | INA 3 | 6.º   | 262  |
| 2022 | BMW    | SPA     | SPA    | SPA    | NED 13  | NED 15 | NED 8   | POR WD | POR WD  | POR WD  | ITA   | ITA    | ITA     | GBR   | GBR     | GBR    | CZE     | CZE    | CZE   | FRA 12  | FRA 13  | FRA Ret | SPA Ret | SPA Ret | SPA 13 | POR 14 | POR 8   | POR 12  | ARG 10 | ARG 11 | ARG 10 | INA Ret | INA 10 | INA 12 | AUS Ret | AUS 21 | AUS 12 |       |       |       | 15.º  | 46   |
| 2023 | BMW    | AUS Ret | AUS 10 | AUS 12 | INA 6   | INA 8  | INA Ret | NED 13 | NED 10  | NED Ret | SPA   | SPA    | SPA     | ITA   | ITA     | ITA    | GBR     | GBR    | GBR   | ITA     | ITA     | ITA     | CZE 13  | CZE 14  | CZE 15 | FRA 16 | FRA 13  | FRA Ret | SPA 13 | SPA 13 | SPA 11 | POR 7   | POR 7  | POR 11 | SPA Ret | SPA 8  | SPA 12 |       |       |       | 17.º  | 54   |
| 2024 | BMW    | AUS 7   | AUS 16 | AUS 9  | BAR 9   | BAR 6  | BAR 4   | NED 7  | NED 8   | NED 9   | MIS 8 | MIS 12 | MIS Ret | GBR 9 | GBR 12  | GBR 12 | CZE 9   | CZE 9  | CZE 5 | POR 6   | POR 4   | POR 7   | FRA 1   | FRA 8   | FRA 5  | ITA 7  | ITA 12  | ITA 7   | ARA 9  | ARA 8  | ARA 7  | EST 7   | EST 12 | EST 5  | SPA 6   | SPA 6  | SPA 3  |       |       |       | 6.º   | 245  |
| 2025 | BMW    | AUS Ret | AUS 14 | AUS 14 | POR 6   | POR 7  | POR 5   | NED 9  | NED 5   | NED 17  | ITA   | ITA    | ITA     | CZE   | CZE     | CZE    | MIS     | MIS    | MIS   | GBR     | GBR     | GBR     | HUN     | HUN     | HUN    | FRA    | FRA     | FRA     | ARA    | ARA    | ARA    | EST     | EST    | EST    | SPA     | SPA    | SPA    |       |       |       | 10.º* | 38*  |

- * Temporada en curso.

### Resultados en las 8 Horas de Suzuka
| Año  | equipo                     | Copilotos                     | Moto            | Pos. |
| ---- | -------------------------- | ----------------------------- | --------------- | ---- |
| 2013 | MuSASHi RT HARC-PRO        | Takumi Takahashi Leon Haslam  | Honda CBR1000RR | 1.º  |
| 2014 | MuSASHi RT HARC-PRO        | Takumi Takahashi Leon Haslam  | Honda CBR1000RR | 1.º  |
| 2015 | MuSASHi RT HARC-PRO.       | Casey Stoner Takumi Takahashi | Honda CBR1000RR | Ret  |
| 2016 | MuSASHi RT HARC-PRO.       | Nicky Hayden Takumi Takahashi | Honda CBR1000RR | Ret  |
| 2017 | Yamaha Factory Racing Team | Alex Lowes Katsuyuki Nakasuga | Yamaha YZF-R1   | 1.º  |
| 2018 | Yamaha Factory Racing Team | Alex Lowes Katsuyuki Nakasuga | Yamaha YZF-R1   | 1.º  |
| 2019 | Yamaha Factory Racing Team | Alex Lowes Katsuyuki Nakasuga | Yamaha YZF-R1   | 2.º  |